# Chiến Hậu Thuận
Chiến Hậu Thuận (sinh năm 1957; tiếng Trung: 战厚顺) là Trung tướng Không quân Quân Giải phóng Nhân dân Trung Quốc (PLAAF). Ông nguyên là Phó Tư lệnh Chiến khu Tây bộ kiêm Tư lệnh Không quân trực thuộc Chiến khu Tây bộ Quân Giải phóng Nhân dân Trung Quốc. Trước đó, ông là Phó Tư lệnh Quân khu Thành Đô kiêm Tư lệnh Không quân trực thuộc Quân khu Thành Đô từ năm 2013 tới 2016.

## Thân thế và binh nghiệp
Chiến Hậu Thuận sinh năm 1957 ở Tuy Hóa, tỉnh Hắc Long Giang. Ông nhập ngũ năm 1973.
Tháng 8 năm 2000 đến tháng 12 năm 2003, Chiến Hậu Thuận giữ chức Phó Tư lệnh Quân đoàn 1 Không quân; Phó Tư lệnh Căn cứ 54 Nhị pháo. Năm 2000, ông được phong quân hàm Thiếu tướng.
Tháng 12 năm 2003, Chiến Hậu Thuận được bổ nhiệm giữ chức Tư lệnh Sở chỉ huy Không quân Trường Xuân thuộc Quân khu Thẩm Dương. Tháng 6 năm 2007, ông được điều động giữ chức Tham mưu trưởng Không quân trực thuộc Quân khu Thành Đô. Tháng 12 năm 2008, Chiến Hậu Thuận được thăng chức Phó Tư lệnh Không quân thuộc Quân khu Thành Đô.
Tháng 12 năm 2012, Chiến Hậu Thuận được bổ nhiệm giữ chức vụ Phó Tư lệnh Quân khu Thành Đô kiêm Tư lệnh Không quân trực thuộc Quân khu Thành Đô, kế nhiệm Phương Điện Vinh. Ngày 16 tháng 7 năm 2014, ông được thăng quân hàm Trung tướng Không quân.
Tháng 2 năm 2016, Chủ tịch Quân ủy Trung ương Tập Cận Bình ra tuyên bố giải thể 7 đại Quân khu để thiết lập lại thành lập 5 Chiến khu; Chiến Hậu Thuận được bổ nhiệm giữ chức Phó Tư lệnh Chiến khu Tây bộ kiêm Tư lệnh Không quân trực thuộc Chiến khu Tây bộ Quân Giải phóng Nhân dân Trung Quốc.